# Keshorai Pātan
Keshorai Pātan är en ort i Indien.   Den ligger i distriktet Būndi och delstaten Rajasthan, i den centrala delen av landet, 400 km söder om huvudstaden New Delhi. Keshorai Pātan ligger 254 meter över havet och antalet invånare är 23 464.
Terrängen runt Keshorai Pātan är mycket platt. Runt Keshorai Pātan är det tätbefolkat, med 591 invånare per kvadratkilometer. Närmaste större samhälle är Kota, 15,8 km sydväst om Keshorai Pātan. Trakten runt Keshorai Pātan består till största delen av jordbruksmark.